# Saison 1 de Rush
Chronologie
Saison 2
Cet article présente le guide des épisodes la première saison de la série télévisée Rush.

## Distribution

### Acteurs principaux
- Rodger Corser : Lawson Blake
- Callan Mulvey : Brendan « Josh » Joshua
- Claire van der Boom : Grace Barry
- Josef Ber (en) : Dominic Wales Sergent
- Nicole da Silva : Stella Dagostino
- Ashley Zukerman : Michael Sandrelli
- Samuel Johnson (en) : Leon Broznic
- Catherine McClements : Kerry Vincent

### Invités
- Todd MacDonald (en) : Connor Barry
- Kate Jenkinson (en) : Nina Wise
- Maia Thomas : Sandrine Wales
- Zed Ledden : Brian Marshall
- Adam Zwar (en) : Martin « Marty » Gero

## Épisodes

### Épisode 1:La Bavure
- Australie : 2 septembre 2008 sur Network Ten
- France : 8 septembre 2014 sur Numéro 23[1]

- Australie : 1,161 million de téléspectateurs

### Épisode 2:L'Échec
- Australie : 9 septembre 2008 sur Network Ten
- France : 9 septembre 2014 sur Numéro 23[1]

- Australie : 912 000 téléspectateurs

### Épisode 3:Face à face
- Australie : 16 septembre 2008 sur Network Ten
- France : 10 septembre 2014 sur Numéro 23[1]

- Australie : 1,014 million de téléspectateurs

### Épisode 4:L'Otage
- Australie : 23 septembre 2008 sur Network Ten
- France : 10 septembre 2014 sur Numéro 23[1]

- Australie : 883 000 téléspectateurs

### Épisode 5:Les Pros
- Australie : 30 septembre 2008 sur Network Ten
- France : 20 septembre 2014 sur Numéro 23[1]

- Australie : 871 000 téléspectateurs

### Épisode 6:La Morsure
- Australie : 7 octobre 2008 sur Network Ten
- France : 27 septembre 2014 sur Numéro 23[1]

- Australie : 833 000 téléspectateurs

### Épisode 7:Représailles
- Australie : 14 octobre 2008 sur Network Ten
- France : 11 septembre 2014 sur Numéro 23[1]

- Australie : 927 000 téléspectateurs

### Épisode 8:L'Enlèvement
- Australie : 21 octobre 2008 sur Network Ten
- France : 11 septembre 2014 sur Numéro 23[1]

- Australie : 969 000 téléspectateurs

### Épisode 9:L'Intrusion
- Australie : 28 octobre 2008 sur Network Ten
- France : 12 septembre 2014 sur Numéro 23[1]

- Australie : 941 000 téléspectateurs

### Épisode 10:Faux-semblants
- Australie : 4 novembre 2008 sur Network Ten
- France : 12 septembre 2014 sur Numéro 23[1]

- Australie : 886 000 téléspectateurs

### Épisode 11:Sale journée
- Australie : 11 novembre 2008 sur Network Ten
- France : 15 septembre 2014 sur Numéro 23[1]

- Australie : 883 000 téléspectateurs

### Épisode 12:L'Accident
- Australie : 18 novembre 2008 sur Network Ten
- France : 15 septembre 2014 sur Numéro 23[1]

- Australie : 898 000 téléspectateurs

### Épisode 13:Protection rapprochée
- Australie : 25 novembre 2008 sur Network Ten
- France : 16 septembre 2014 sur Numéro 23[1]

- Australie : 846 000 téléspectateurs